# Церква Благовіщення Пресвятої Богородиці (Раків Ліс)
Церква Благовіщення Пресвятої Богородиці — дерев'яна церква у селі Раків Ліс Камінь-Каширського району Волинської області. Пам'ятка архітектури місцевого значення України.

## Історія
2014-2019 рр. – служив клірик церкви протоієрей Ростислав Сіжук[джерело не вказане 1436 днів].
17 лютого 2019 р. – громада села вирішила вийти з Української православної церкви Московського патріархату (УПЦ МП) і перейти до Православної Церкви України (ПЦУ).